# 亨氏織鮨
亨氏織鮨，為輻鰭魚綱鱸形目鱸亞目鮨科的其中一種，分布於西南太平洋的紐西蘭海域，棲息深度可達100公尺，體長可達20公分，生活在岩礁海域，為底棲性魚類，屬肉食性，以甲殼類、小魚為食，生活習性不明。

## 擴展閱讀
維基物種上的相關：亨氏織鮨